# Eubordeta discus
Eubordeta discus är en fjärilsart som beskrevs av James John Joicey och Talbot 1916. Eubordeta discus ingår i släktet Eubordeta och familjen mätare. Inga underarter finns listade i Catalogue of Life.